# Kleinwallstadt
Kleinwallstadt – gmina targowa w Niemczech, w kraju związkowym Bawaria, w rejencji Dolna Frankonia, w regionie Bayerischer Untermain, w powiecie Miltenberg, siedziba wspólnoty administracyjnej Kleinwallstadt. Leży około 20 km na północny zachód od Miltenberga, nad Menem, przy linii kolejowej Aschaffenburg – Aalen.
W 1611, za biskupa Johanna Schweikharda von Kronberga w Kleinwallstadt odbył się proces czarownic, w wyniku którego uśmiercono 84 osoby.

## Dzielnice
W skład gminy wchodzą dwie dzielnice:
- Hofstetten
- Kleinwallstadt

## Demografia
| Rok  | Liczba mieszk. |
| ---- | -------------- |
| 1792 | 4778           |
| 1987 | 4876           |
| 2000 | 5650           |
| 2005 | 5838           |

## Oświata
(na 1999)

W gminie znajduje się 250 miejsc przedszkolnych (z 252 dziećmi) oraz szkoła podstawowa (35 nauczycieli, 610 uczniów).